# DJハイド
DJハイド（DJ Hyde、1978年1月3日 - ）は、アメリカ合衆国出身のプロレスラーおよびプロレスのプロモーター。 身長おおよそ194センチメートル、体重おおよそ136キログラム。本名デビッド・マークランド(David Markland)。 自身が主戦場とするコンバット・ゾーン・レスリングの主宰を務めてもいる。

## 経歴
デラウェア州のニューアークに生まれ、やがて進んだ地元の高校ではフットボールやレスリングに勤しんだ。そしてジョン・ダーマーからの訓練を受けたうえで、2003年―24歳の時にプロレスラーとしてのデビューを行った。
やがてコンバット・ゾーン・レスリング(CZW)のマットを主戦場として活動するようになり、2006年になるとそのデスマッチ選手権大会―トーナメント・オブ・デス(TOD)へと初参戦。ジョン・ザンディグ、ダニー・ハボック、ドレイク・ヤンガー、JCベイリーという面子を相手に有刺鉄線、ガラス、蛍光灯、梯子、レモンなどを用いたデスマッチ群を戦うも、決勝までには届かず敗退。それから2007年〜2008年〜2009年と続けてTODへの出場を重ねていった。
CZWアイアンマン王座を2度にわたって獲得し、この王座を巡ってトビー・クラインとの攻防を繰り広げた2007年にあっては、『ファスト・フォワード』と題されたTODの番外の大会にも出場。その翌2008年に出場したベスト・オブ・ザ・ベストでは、ニック・ゲージの保持下にあったCZW世界ヘビー級王座の奪取に挑戦するも失敗。自身4度目の参戦となったこの年のTODでも敗退の結果を見たものの、インサーン・レーン―ダニー・ハボック―ブレイン・ダメージを相手に行ったバトルロイヤル戦を制し、これにて自身3度目となるアイアンマン王座の獲得を果たした。
2009年にはIWAミッドサウスのキング・オブ・ザ・デスマッチ選手権大会に初出場し、コーポラル・ロビンソンを相手に戦った画鋲を用いたデスマッチにて一回戦目で敗退。この年のTODにあっては、サムタック・ジャックとのデスマッチ―コンクリートブロックやガラスや蛍光灯などの凶器群が乱舞した一回戦目のデスマッチにおいて、複数本の注射器を用いた極めて凄惨なる攻防戦を展開して見せた。ジョン・ザンディグから引き継ぐ形でCZWの主宰となったのはこの年のことであった。
2010年になると大日本プロレスへの参戦のために日本の地を踏み、横浜を舞台にその設立15周年を記念する大会に参加。葛西純∽ニック・ゲージが復活させた『CZWジャパン』という連合の一員となったうえで、沼澤邪鬼∽竹田誠志∽木高イサミを相手に有刺鉄線やカミソリを用いたデスマッチを展開した。
2014年にはCZW殿堂